# Мизиано, Орнелла Франческовна
Орне́лла Франче́сковна Мизиа́но (итал. Ornella Misiano; 20 апреля 1915, Турин, Пьемонт — 1998, Москва, Россия) — советская политическая деятельница, переводчица и редактор, младшая дочь Франческо Мизиано — видного итальянского коммунистического и антифашистского общественного деятеля, основателя Итальянской коммунистической партии качественно интернационалистской ориентации.

## Биография
Орнелла родилась в Италии 20 апреля 1915 года. В кругу семьи и друзей ее называли Неллой. В 1921 году её отец, Франческо Мизиано, вынужден был эмигрировать вместе с семьёй из-за фашистских преследований, и в 1924 году они окончательно обосновались в Москве, став частью советской революционной и эмигрантской среды.
В СССР Орнелла выросла и получила образование. Её деятельность развивалась в сфере общественной и политической работы: она стала переводчицей и редактором, активно участвовала в культурной и коммунистической среде Москвы. Участвовала в деятельности Коминтерна и Общества «СССР–Италия». Орнелла принимала участие в мероприятиях, связанных с пропагандой, переводы официальных и публицистических текстов и сотрудничество с международными организациями и коммунистическими кругами.
С окончанием Великой Отечественной войны жила в Москве по адресу просп. Мира д.114б кв. 5
Состояла в близкой дружбе с Юлией Абрамовной Добровольской — переводчицей, журналисткой и общественной деятельницей. Их отношения, по воспоминаниям современников, были особенно тесными вплоть до 1955 года, после чего дружба прервалась. Она состояла среди окружения и оригинальных гостей семьи Мизиано, принимала участие в их домашней культурной и политической жизни наряду со старшей сестрой Каролиной.
Умерла в Москве в 1998 году. Похоронена на Донском кладбище в Москве.

### Семья
Отец — Франческо Мизиано, депутат итальянского парламента, социалист, один из основателей Итальянской Коммунистической Партии и активным антифашистом, бежавшим с семьёй в Советский Союз в 1924 году. Мать, Мария Конти, также происходила из среды социалистического и антиклерикального движения.
Младший брат Гуальтьеро (1920–1980), стал известным певцом, переводчиком, музыкальным деятелем, выступавшим в СССР. Старшая сестра, Каролина (1913–1994), была видным советским ученым, историк-итальянист, а также переводчиком, деятелем коммунистического и международного антифашистского движения.
Сведенья о браке Орнеллы нету. Известно только то что она вышла замуж за некого Виктор от которого родила сына Александра которого в семье называли по итальянскому сокращению Сандро, год его рождения неизвестен.